# Élections à l'Assemblée régionale de Cantabrie de 1983
Les élections à l'Assemblée régionale de Cantabrie de 1983 (en espagnol : elecciones a la Asamblea Regional de Cantabria de 1983) se tiennent le dimanche 8 mai 1983, afin d'élire les 35 députés de la Ire législature de l'Assemblée régionale de Cantabrie pour un mandat de quatre ans.

## Mode de scrutin
L'Assemblée régionale de Cantabrie (Asamblea Regional de Cantabria) est une assemblée parlementaire monocamérale constituée de 35 députés (diputados), élus pour une législature de quatre ans au suffrage universel direct selon les règles du scrutin proportionnel d'Hondt par l'ensemble des personnes résidant dans la communauté autonome où résidant momentanément à l'extérieur de celle-ci, si elles en font la demande.

### Convocation du scrutin
Conformément à l'article 10 du statut d'autonomie de la Cantabrie, l'Assemblée régionale est élue pour un mandat de quatre ans. Il précise que les élections seront convoquées par le président de la Députation régionale de Cantabrie entre trente et soixante jours avant la fin du mandat, la première disposition transitoire précisant que le scrutin de 1983 doit être organisé entre le 1er février et le 31 mai. 

### Nombre de députés
Puisque l'article 10 du statut d'autonomie prévoit que le nombre de députés « sera fixé entre 35 et 45 », la première disposition transitoire dispose que le nombre de parlementaires est fixé à 35. L'article 10 précise que le territoire de la communauté autonome forme une circonscription électorale unique.

### Présentation des candidatures
Peuvent présenter des candidatures : 
- les partis ou fédérations politiques enregistrées auprès du registre des associations politiques du ministère de l'Intérieur ;
- les coalitions électorales de ces mêmes partis ou fédérations dûment constituées et inscrites auprès de la commission électorale au plus tard 15 jours après la convocation du scrutin ;
- et les électeurs de la circonscription, s'ils représentent au moins 0,1 % et 500 des inscrits.

### Répartition des sièges
Seules les listes ayant recueilli au moins 5 % des suffrages exprimés peuvent participer à la répartition des sièges à pourvoir, qui s'organise en suivant différentes étapes : 
- les listes sont classées en une colonne par ordre décroissant du nombre de suffrages obtenus ;
- les suffrages de chaque liste sont divisés par 1, 2, 3... jusqu'au nombre de députés à élire afin de former un tableau ;
- les mandats sont attribués selon l'ordre décroissant des quotients ainsi obtenus[2],[4]

Lorsque deux listes obtiennent un même quotient, le siège est attribué à celle qui a le plus grand nombre total de voix ; lorsque deux candidatures ont exactement le même nombre total de voix, l'égalité est résolue par tirage au sort et les suivantes de manière alternative.

## Campagne

### Principales forces politiques
| Force politique | Force politique                                                          | Force politique          | Idéologie                                                               | Chef de file                                                  | Résultats en 1982         |
| --------------- | ------------------------------------------------------------------------ | ------------------------ | ----------------------------------------------------------------------- | ------------------------------------------------------------- | ------------------------- |
|                 | Parti socialiste ouvrier espagnol (es) Partido Socialista Obrero Español | PSOE                     | Centre gauche Social-démocratie, progressisme, régionalisme             | Jaime Blanco                                                  | 45,3 % des voix 3 députés |
|                 | AP-PDP-UL (es) AP-PDP-UL                                                 | AP-PDP-UL (es) AP-PDP-UL | Centre droit à droite Conservatisme, démocratie chrétienne, libéralisme | José Antonio Rodríguez (Président de la Députation régionale) | 39,1 % des voix 2 députés |
|                 | Centre démocratique et social (es) Centro Democrático y Social           | CDS                      | Centre Libéralisme, social-libéralisme, démocratie chrétienne           | Manuel Garrido Martínez (es)                                  | 5,1 % des voix 0 député   |
|                 | Parti communiste d'Espagne (es) Partido Comunista de España              | PCE                      | Gauche radicale Communisme, marxisme, républicanisme                    | Ángel Agudo (es)                                              | 3,1 % des voix 0 député   |
|                 | Parti régionaliste de Cantabrie (es) Partido Regionalista de Cantabria   | PRC                      | Centre à centre gauche Régionalisme, progressisme                       | Miguel Ángel Revilla                                          | Non candidat              |

## Résultat

### Voix et sièges
| Représentation en hémicycle sur un axe gauche-droite du résultat. |                                                                         |         |        |        |
| Partis                                                            | Partis                                                                  | Voix    | %      | Sièges |
|                                                                   | Alliance populaire-Parti démocrate populaire-Union libérale (AP-PDP-UL) | 122 748 | 44,24  | 18     |
|                                                                   | Parti socialiste ouvrier espagnol (PSOE)                                | 107 168 | 38,63  | 15     |
|                                                                   | Parti régionaliste de Cantabrie (PRC)                                   | 18 767  | 6,76   | 2      |
|                                                                   | Parti communiste d'Espagne (PCE)                                        | 11 052  | 3,98   | 0      |
|                                                                   | Centre démocratique et social (CDS)                                     | 7 164   | 2,58   | 0      |
|                                                                   | Parti démocrate libéral (PDL)                                           | 4 474   | 1,61   | 0      |
|                                                                   | Gauche unie de Cantabrie (IUC)                                          | 3 179   | 1,15   | 0      |
|                                                                   | Groupement électoral nationaliste de Cantabrie (AENC)                   | 1 869   | 0,67   | 0      |
|                                                                   | Mouvement écologiste d'Espagne (MEE)                                    | 1 019   | 0,37   | 0      |
|                                                                   |                                                                         |         |        |        |
| Votes valides                                                     | Votes valides                                                           | 277 440 | 97,97  |        |
| Votes blancs                                                      | Votes blancs                                                            | 1 569   | 0,55   |        |
| Votes nuls                                                        | Votes nuls                                                              | 4 188   | 1,48   |        |
| Total                                                             | Total                                                                   | 283 197 | 100,00 | 35     |
| Abstentions                                                       | Abstentions                                                             | 101 796 | 26,44  |        |
| Inscrits / Participation                                          | Inscrits / Participation                                                | 384 993 | 73,56  |        |